# Berkheya
Berkheya es un género de plantas perteneciente a la familia Asteraceae. Comprende 170 especies descritas y de estas, solo 80  aceptadas. Es originario del sur de África.

## Taxonomía
El género fue descrito por Jakob Friedrich Ehrhart y publicado en Neues Magazin fur Aerzte 6: 303. 1784. La especie tipo es: Berkheya fruticosa (L.) Ehrh. La bautizó así en homenaje al botánico holandés del siglo XVIII Johannes Le Francq van Berkhey.

## Especiesaceptadas
A continuación se brinda un listado de las especies del género Berkheya aceptadas hasta junio de 2012, ordenadas alfabéticamente. Para cada una se indica el nombre binomial seguido del autor, abreviado según las convenciones y usos.

## Especies
| 1. Berkheya acanthopoda 2. Berkheya angusta 3. Berkheya angustifolia 4. Berkheya annectens 5. Berkheya armata 6. Berkheya barbata 7. Berkheya bergiana 8. Berkheya bipinnatifida 9. Berkheya caffra 10. Berkheya canescens 11. Berkheya cardopatifolia 12. Berkheya carduoides 13. Berkheya carlinifolia 14. Berkheya carlinoides 15. Berkheya carlinopsis 16. Berkheya chamaepeuce 17. Berkheya cirsiifolia 18. Berkheya coddii 19. Berkheya coriacea 20. Berkheya cruciata 21. Berkheya cuneata 22. Berkheya debilis 23. Berkheya decurrens 24. Berkheya densifolia 25. Berkheya discolor 26. Berkheya draco 27. Berkheya dregei 28. Berkheya echinacea 29. Berkheya eriobasis 30. Berkheya erysithales 31. Berkheya ferox 32. Berkheya francisci 33. Berkheya fruticosa 34. Berkheya glabrata 35. Berkheya griquana 36. Berkheya herbacea 37. Berkheya heterophylla 38. Berkheya insignis 39. Berkheya latifolia 40. Berkheya leucaugeta 41. Berkheya mackenii 42. Berkheya macrocephala 43. Berkheya maritima 44. Berkheya montana 45. Berkheya multijuga 46. Berkheya nivea 47. Berkheya onobromoides 48. Berkheya onopordifolia 49. Berkheya pannosa 50. Berkheya pauciflora 51. Berkheya pinnatifida 52. Berkheya purpurea 53. Berkheya radula 54. Berkheya radyeri 55. Berkheya rhapontica 56. Berkheya rigida 57. Berkheya robusta 58. Berkheya rosulata 59. Berkheya seminivea 60. Berkheya setifera 61. Berkheya speciosa 62. Berkheya sphaerocephala 63. Berkheya spinosa 64. Berkheya spinosissima 65. Berkheya subulata 66. Berkheya tysonii 67. Berkheya umbellata 68. Berkheya viscosa 69. Berkheya zeyheri |